# 灵溪镇 (永顺县)
灵溪镇，是中华人民共和国湖南省湘西土家族苗族自治州永顺县下辖的一个乡镇级行政单位。

## 行政区划
灵溪镇下辖以下地区：
城中社区、城北社区、城东社区、城南社区、河西社区、艾坪村、宝塔村、果园村、榆腊村、玉屏村、虎洛村、北门村、猛岗村、摆里村、富坪村、东方红村、高峰村、司城村、东鲁村、石叠村、鹭鸶庄村、岔那村、灵溪村、连洞村、鲁纳村、泽树村和雨联村。

## 中国传统村落
2012年，老司城村被评为首批“中国传统村落”。